# Blue Mound (Kansas)
Blue Mound es una ciudad ubicada en el condado de Linn en el estado estadounidense de Kansas. En el año 2010 tenía una población de 275 habitantes y una densidad poblacional de 171,88 personas por km².

## Geografía
Blue Mound se encuentra ubicada en las coordenadas 38°5′25″N 95°0′30″O / 38.09028, -95.00833 (38.090283, -95.008409).

## Demografía
Según la Oficina del Censo en 2000 los ingresos medios por hogar en la localidad eran de $21,364 y los ingresos medios por familia eran $41,500. Los hombres tenían unos ingresos medios de $32,083 frente a los $15,313 para las mujeres. La renta per cápita para la localidad era de $10,650. Alrededor del 18.8% de la población estaban por debajo del umbral de pobreza.